# Поляна (Стародубский район)
Поляна — опустевший поселок в Стародубском муниципальном округе Брянской области.

## География
Находится в южной части Брянской области на расстоянии приблизительно 36 км на юг-юго-восток от районного центра города Стародуб.

## История
Упоминался со второй половины XVIII века как хутор Саввы Горла, входил во 2-ю полковую сотню Стародубского полка.  В 1892 году здесь (хутор Стародубского уезда Черниговской губернии) было учтено 9 дворов. На карте 1941 года показан как поселение с 33 дворами. До 2020 года входил в состав Понуровского сельского поселения Стародубского района до их упразднения. По состоянию на 2020 год опустел.

## Население
Численность населения: 41 человек (1892), 8 человек в 2002 году (русские 100 %), 1 в 2010.